# 传国玺
傳國璽或傳國玉璽，作為中国皇帝信物的玉璽，亦被历代視為正统皇權的象徵。其方圆四寸，上纽交五龙，相傳由蓝田玉所雕成（一說是和氏璧），根據記載和流傳的拓片，玉璽字跡有「受命於天，既壽永昌」、「受命於天，既壽且康」以及「受（昊）天之命，皇帝寿昌」三種說法。

## 歷史

### 秦漢
秦以前，民众喜欢用金属玉石雕刻为私人印信，按照个人喜好通常都有龙或者是虎作为装饰。秦以后，政府禁止皇帝以外的人以金玉作为私人印信，皇帝所用的印信被称为“玺”。前221年，秦始皇滅六國統一中國後制成传国玺，替代遺失的“九鼎”作為天子的象征，又命丞相李斯在传国玺上寫八個鳥蟲篆字，有「受命於天，既壽永昌」、「受命於天，既壽且康」以及「受天之命，皇帝寿昌」三種說法（根据褚遂良《玉玺记》等参考，有可能存在两种字迹存在于不同位置），由玉工孫壽刻於其上，又称之为「天子玺」。北魏时崔浩开始将秦始皇所琢傳國璽与和氏璧联系起来，但北魏玉玺版本已有多种，故可信度不如东汉所记的蓝田玉，有附会之嫌。秦二世死後，秦王子嬰將傳國璽獻於漢高祖劉邦。王莽篡漢後，向孝元皇太后逼索玉璽，皇太后大怒，擲玉璽於地，摔崩一角，王莽命人以黃金鑲補，儘管手藝精巧，但玉璽終究留下缺角之痕。王莽敗亡後，玉璽落入更始帝劉玄手中，後來劉玄被赤眉軍打敗，玉璽落入劉盆子之手，後赤眉兵敗，獻璽於漢光武帝劉秀處。

### 漢末三國

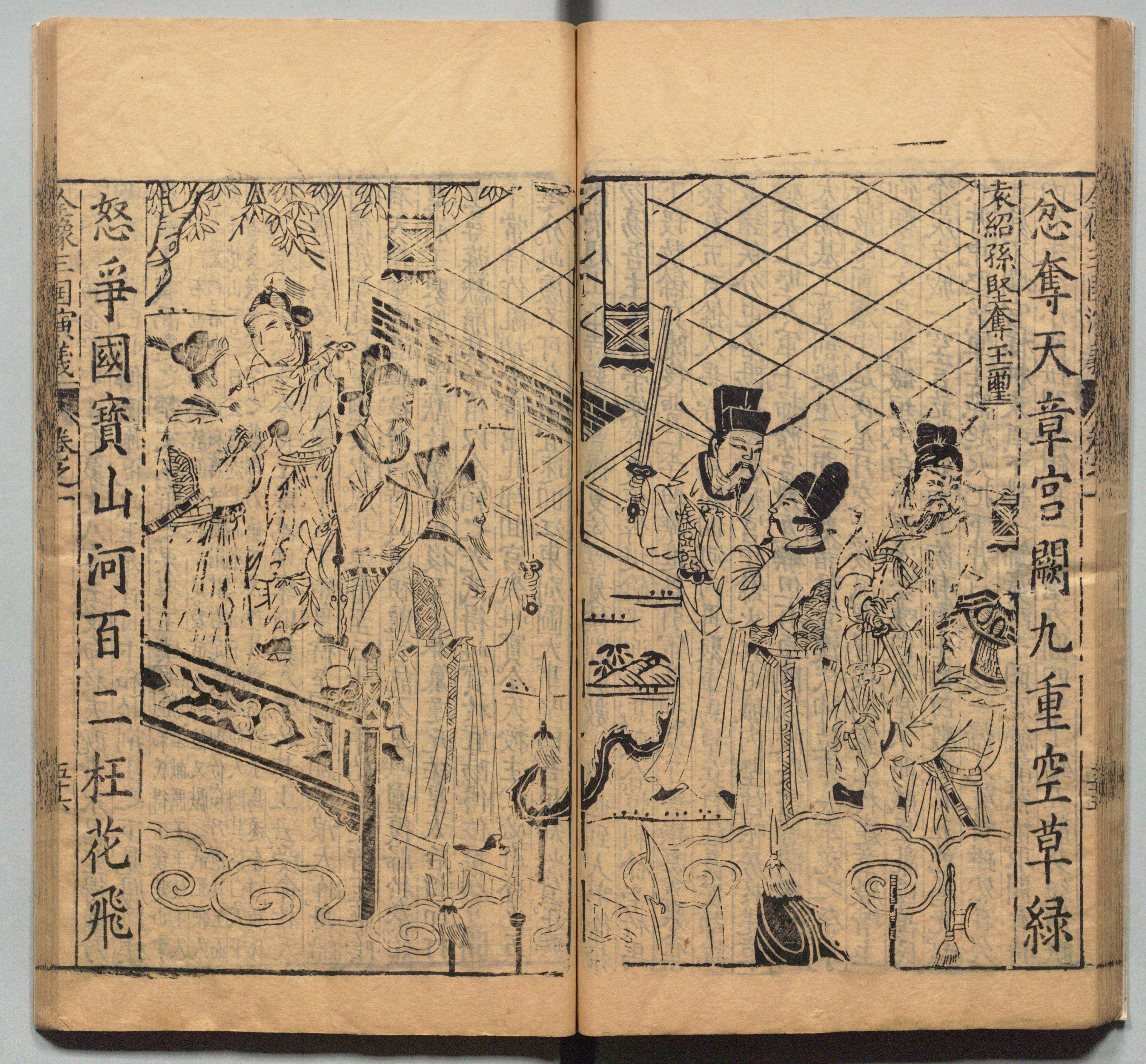
周曰校插图版《三国志通俗演义》中的孙坚、袁绍争夺玉玺

東漢末年各路諸侯討伐董卓時，爆發討伐董卓之戰，孫堅軍率先攻入洛陽城，《後漢書》、《山陽公載記》、《吳書》、《資治通鑑》皆記載孫堅軍進入洛陽後獲取傳國璽，但後來被袁術奪取，作為稱帝的憑據，袁術死後被荊州刺史徐璆攜璽至許昌，當時曹操得漢獻帝，挾天子以令諸侯，至此玉璽得以重歸漢室。虞溥和裴松之认为孙坚发现传国玺之事为假。虞溥在其著作《江表传》中表示，根據《漢獻帝起居注》的文字“天子从河上还，得六玉玺於阁上”，說明玉玺又回到漢朝皇帝手中，另外太康初年孙皓向晉朝投降时交出的是六枚金玺，没有玉璽，表明孙坚发现传国玺这件事是假的；裴松之也認為從孫皓投降未有玉璽一事可看出孫堅獲得傳國璽一事為假，還认为孙坚在反董义军中最有忠烈之称，若得传国玺而潜匿不言，则为阴怀异志，怎么能称得上忠臣。虞喜、赵一清则支持孙坚发现传国玺，虞喜《志林》認為天子六玺和传国玺并不是一个概念，传国玺不在六玺之列，皇帝平时使用六玺办公，并不使用传国玺；赵一清批驳裴松之忽视了范晔《后汉书》中徐璆盗袁术传国玺献给曹操一事，还以吴亡不见传国玺为由反驳是得其一而忘其二。通常认为传国玺在袁术败亡后被重新献给汉献帝。但不論如何最終傳國璽仍從漢室手中傳給曹魏。有说法称魏文帝曹丕使人于传国玺肩部刻隶字“大魏受汉传国玺”（存疑，褚遂良《玉玺记》无此字样记载），以证其非“篡汉”也。之後西晉篡魏使玉璽歸晉。

### 兩晉與南北朝
西晉以後傳國璽的下落有多種說法：
1. 西晉永嘉之亂後，晉懷帝被俘虜，玉璽歸前趙，後趙石勒滅前趙得此璽；其字跡為「受天之命，皇帝壽昌」，後於玉璽右側加刻「天命石氏」，並於五胡處流傳，最後傳到冉魏[14]。冉魏因戰禍求乞東晉軍救援，玉璽又歸於東晉。東晉時從五胡處奪回後便流傳於南朝[15]。
2. 前秦苻坚被姚苌所杀时，玉玺被苻坚所埋藏。
3. 北魏太武帝時於泥像中找到二方玉璽，字跡皆為「受命於天，既壽永昌」，其中一方旁邊還加註「魏所受漢傳國璽」[16]。
4. 北齊在侯景敗亡後輾轉得到他在南朝梁所奪取的「受命于天，旣壽永昌」玉璽[17]。

### 隋唐五代
隋朝統一後，傳國璽為隋朝所承襲。後來隋煬帝楊廣被殺於江都，蕭皇后帶玉璽逃入漠北突厥處。唐貞觀四年（630年），李靖率軍討伐突厥，同年，蕭皇后與隋煬帝之孫楊政道背返歸中原，傳國璽歸到唐朝，至五代十國之後失去蹤影。

### 玉璽失踪
有關玉璽的失踪之說，現時有多種說法：
1. 五代十國後唐末帝李從珂自焚之時失蹤。
2. 五代十國後晉出帝被遼太宗在公元946年俘虏時丟失。
3. 遼朝保大二年（1122年），遼天祚帝遺失傳國璽於桑乾河[19]。
4. 宋哲宗時，曾有人宣稱發現了傳國璽，送至朝廷，直到靖康元年（1126年），靖康之禍，徽宗、欽宗被俘虜，金兵攻破大梁，“傳國璽”也被金兵掠走，從此銷聲匿跡。
5. 元朝記錄曾获宋金之玉璽，元順帝逃回漠北時失蹤。据传被后金获得，然而根据清朝史料记录，其获得的并非秦传国玺而是来历不明的“制誥之寶”[20][21]，元編《遼史》也不支持此說法[22]，且清乾隆皇帝也否認自蒙古得到的是真正的傳國璽。

明軍攻入元大都，「俘獲諸王子6人，玉璽兩枚，元成宗玉璽一枚，元朝共11個皇帝，其它皇帝玉璽均沒有繳獲。」 據《二十五史綱鑒》載：公元1370年5月，明軍橫掃塞北直搗應昌之時，繳獲元順帝出逃所帶到漠北的一批珠寶，但其中既沒有元朝諸帝的玉璽，亦沒有傳國璽。
由於傳國璽下落不明，明、清兩朝均沒有傳國璽。是故明朝開國時，明太祖朱元璋有三件憾事，其中首件就是「少傳國之璽」。

### 再現傳聞
北宋紹聖三年時，農夫段義宣稱無意間發現了疑似傳國璽的玉印，經十三位大學士依據前朝記載多方考證，認定是始皇帝所制傳國璽，但是朝野不少有識之士懷疑它的真偽。靖康之亂時，金兵進入汴京，這塊“傳國璽”也消失無蹤。
明弘治十三年，陕西巡抚熊翀进献白玉玺一方，书小篆「受命于天，既壽永昌」。礼部尚书傅瀚奏曰其不合《辍耕录》所载傳國璽受命寶，且人君治天下以德不以玺，高皇作玺亦足以为一代受命之符而垂法万世，请不用此印。明孝宗从其言，藏而不用。
明崇祯八年，多尔衮出兵征服察哈尔蒙古，最後苏泰太后持璽出迎并投降，被投降后金的汉臣孔有德、耿仲明等人吹捧为所谓的「传国玺」，次年皇太极据此稱帝，但事實上这方常见于皇太極聖旨的宝玺，其印文是小篆文「制誥之寶」，並非《辍耕录》所载之鳥蟲篆文「受命于天，既壽永昌」傳國璽受命寶，也非元朝常用的疊篆印玺，僅是標榜身份正統性的政治操作，此印於乾隆朝废而不用，但后又宝于盛京凤凰楼，为盛京十宝之一。
清乾隆三年，督河高斌进献碧玉玺一方，书鸟虫篆字「受命于天，既壽永昌」，雕刻古泽可爱，颇有秦汉古意，与《辍耕录》所载傳國璽受命寶也颇为吻合。然而清高宗认为其材质并非玉质，且亦推定其非秦代流傳下來的傳國璽，只是好事者仿古所作，他表示「即使尚存政、斯之物，何得与本朝传宝同贮，于义未当」，僅当作玩物而未用作国宝。

## 印文
元代陶宗仪《南村辍耕录》的卷二十六中，刊载了三种版本的传国玺印文及玺印的螭钮，流传十分广泛：
| - 向巨源本传国玺印文 - 蔡仲平本、毕景儒本传国玺印文 - 螭钮样式图 |

## 相关文学作品
- 《斧声燭影》，吴蔚著，中國民主法制出版社
- 《和氏璧》，吴蔚著，中國民主法制出版社
- 《鄭成功密碼》，張國立著，讀癮出版社